# Sean Faris
Sean Faris, född 25 mars 1982 i Houston i Texas, är en amerikansk skådespelare. Han startade sin skådespelar- och modellkarriär när han var 17 år gammal, då han flyttade till Los Angeles. Han har medverkat i ABC:s Life As We Know It. Där spelar han highschool-killen Dino Whitman. Sean Faris har även setts i bland annat Never Back Down, Pearl Harbor, Sleepover "yours,mine,ours" och Reunion.
Han är också med i "Forever strong", där han spelar Rick Penning. Han är också med i TV-serien "The Vampire Diaries" som Ben. Sean har även en stor roll i Pretty Little Liars,där han spelar detective  Holbrook. Sean har mörk bruna ögon och mörk brunt hår.